# 다이설파이드 결합
다이설파이드 결합(disulfide bond, 이황화 결합)은 두 개의 SH기가 산화(oxidation)되어 생성하는 -S-S- 형태의 황 원소 사이의 공유 결합이다. SS결합(SS-bond) 또는 다이설파이드 브리지(disulfide bridge, 이황화 다리)라고도 한다.

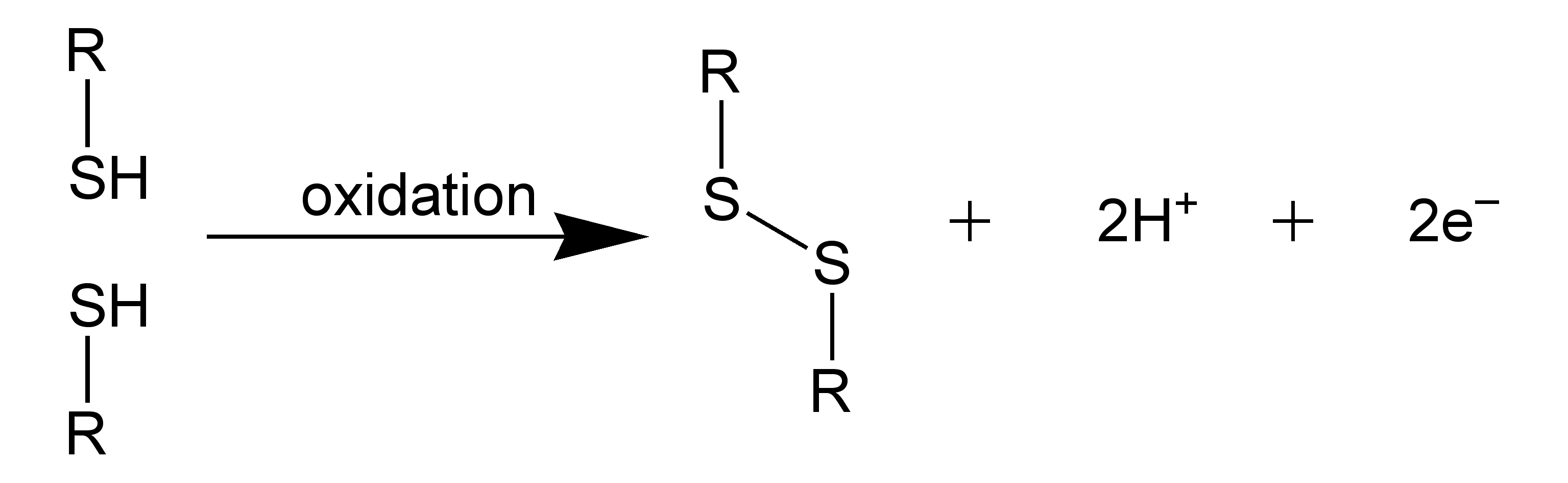
다이설파이드 결합

{\displaystyle {\mbox{R-SH}}+{\mbox{R-SH}}\rightarrow {\mbox{R-S-S-R}}+{\mbox{2H}}^{\mbox{+}}+{\mbox{2e}}^{\mbox{-}}}